# Piranha Games
Piranha Games ist ein kanadisches Entwicklungsstudio für Computerspiele in Vancouver. Es entstand 2000 aus dem Entwicklerteam des Mods Die Hard: Nakatomi Plaza, das zur ersten Vollpreisveröffentlichung des Studios wurde. Seit 2009 ist Piranha Lizenznehmer des MechWarrior-Franchises.

## Unternehmensgeschichte
Die Unternehmensgründer Russ Bullock, Bryan Ekman und Jason Holtslander begannen 1999 mit der Arbeit an einer Modifikation des First-Person-Shooters Half-Life mit dem Titel Die Hard: Nakatomi Plaza, die sich an der Handlung des Films Stirb langsam orientiert. Nach einer Abmahnung durch den Rechteinhaber Fox Interactive gründeten die drei Piranha Games und erreichten einen Vertrag mit Fox über die Entwicklung als eigenständiger Vollpreistitel. 2001 schied Holtslander nach Meinungsverschiedenheiten mit seinen Partnern als Mitarbeiter und Gesellschafter wieder aus. Im Frühjahr 2002 kam Die Hard: Nakatomi Plaza auf den Markt. Für Electronic Arts entwickelte Piranha Games für Mobilkonsolen die Spiele EA Playground (2007), Medal of Honor: Heroes 2 (2007) und Need for Speed: Undercover (2008). Für Activision entstand 2009 die Filmlizenz Transformers: Revenge of the Fallen.
2009 kündigte das Unternehmen Smith & Tinker von Jordan Weisman an, dass Piranha Games ein neues Spiel zur MechWarrior-Lizenz entwickeln werde. Das Spiel sollte eine Einzelspielerkampagne, Vier-Spieler-Koop-Modus und Onlinespiel bieten. Es fand sich jedoch kein Publisher, der die Finanzierung des Spiels übernehmen wollte, da der eigentliche Lizenzinhaber Microsoft eine Portierung auf die Spielekonsole blockierte und die Veröffentlichung damit auf PC und Xbox beschränkt war. Als Gearbox Software die letzte Phase der Langzeitentwicklung des First-Person-Shooters Duke Nukem Forever übernahm, unterstützte Piranha Games das Kernteam mit der Portierung auf Spielkonsolen und der Erstellung des Mehrspieler-Modus. Im Februar 2011 übernahm Piranha Games nach Angaben von Russ Bullock in den sozialen Medien die vollen Rechte der MechWarrior-Lizenz von Smith & Tinker. Im November desselben Jahres verkündete Piranha Games überraschend die Umstellung von MechWarrior auf ein Online-Spiel mit Free-to-play-Geschäftsmodell. 2012 nahm das Projekt fünf Millionen US-Dollar durch Crowdfunding ein. Es kam 2013 als MechWarrior Online auf den Markt. 2014 versuchte der Entwickler erneut mit Hilfe einer Crowdfunding-Kampagne ein Weltraum-MMO mit dem Titel Transverse zu finanzieren, stellte die Kampagne jedoch mangels Erfolgsaussichten vorzeitig ein. 2015 kündigte das Unternehmen schließlich MechWarrior 5: Mercenaries an.

## Veröffentlichungen
- 2002: Die Hard: Nakatomi Plaza (Windows)
- 2007: EA Playground (Nintendo DS)
- 2007: Medal of Honor: Heroes 2 (PSP)
- 2008: Need for Speed: Undercover (PSP)
- 2009: Transformers: Revenge of the Fallen (Windows, Xbox 360, PlayStation 3)
- 2009: Need for Speed: Shift (Windows, Xbox 360, PS3)
- 2009: Bass Pro Shops: The Strike (Wii, Windows)
- 2011: Duke Nukem Forever (Windows, macOS, Xbox 360, PS3)
- 2013: MechWarrior Online (Windows)
- 2017: Bass Pro Shops: The Hunt (Windows)
- 2019: MechWarrior 5: Mercenaries (Windows, PS4, PS5, Xbox One, Xbox Series X/S)
- 2024: MechWarrior 5: Clans (Windows, PS5, Xbox Series X/S)